# Javi Venta
Javier 'Javi' Rodríguez Venta (Oviedo, 13 december 1975) is een Spaanse voetballer, die op dit moment speelt voor Levante UD. Hij speelt meestal als rechtsback.

## Clubs
Venta begon zijn carrière bij een aantal kleine clubs, waarna hij in 1999 werd overgenomen door Primera División club Villarreal. Vervolgens werd hij een aantal keer uitgeleend en maakte hij in het seizoen 2001/02 zijn debuut in La Liga bij Tenerife. In het seizoen 2002/03 keerde hij terug bij Villarreal en werd hij regelmatige basisspeler. Tijdens het succesvolle seizoen 2004/05, toen Villarreal als derde eindigde, speelde hij mee in 32 van de 38 wedstrijden. Vervolgens werd hij geselecteerd in de voorlopige selectie voor het WK 2006. De definitieve selectie haalde hij niet.